# Steenschuur

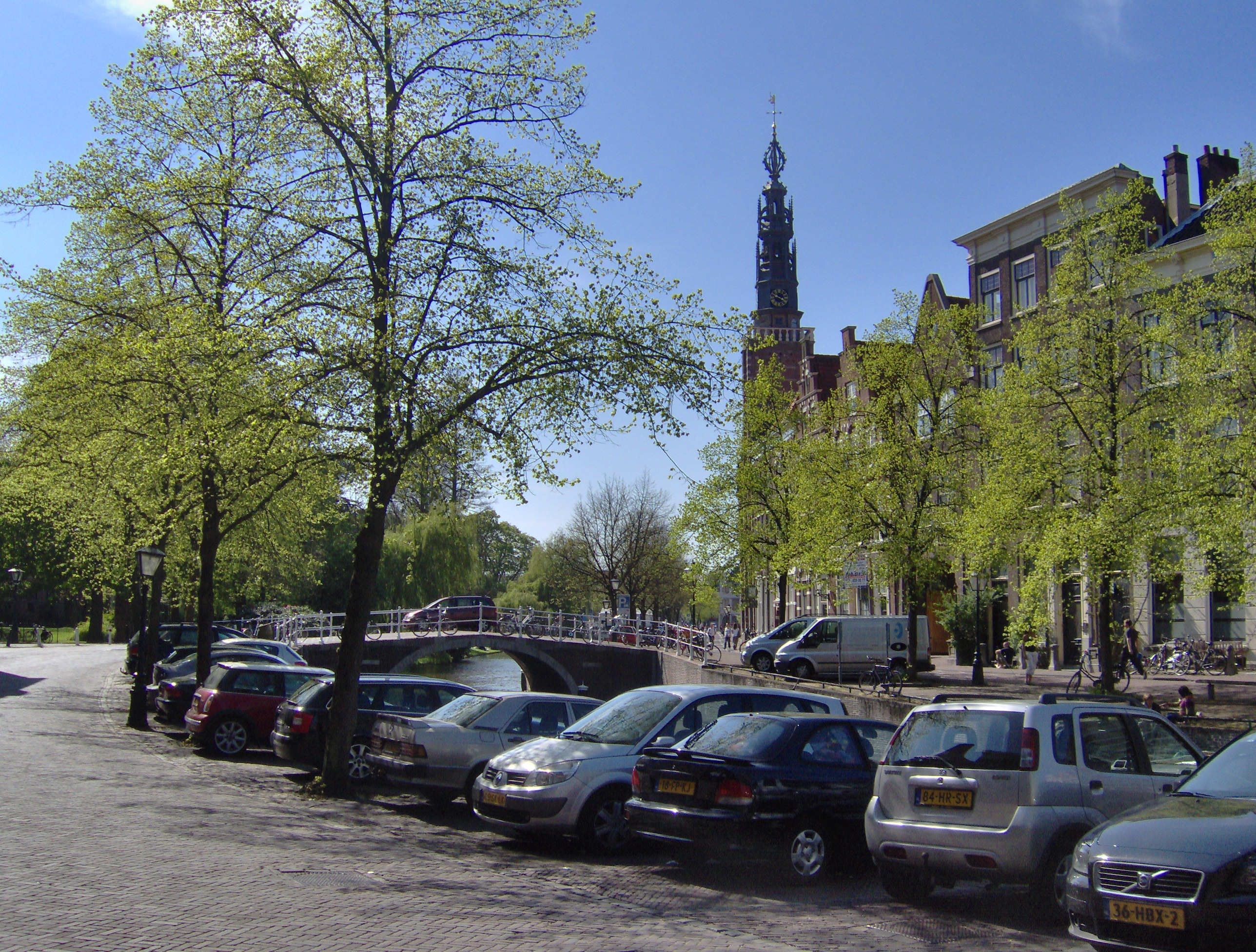
Het Steenschuur met de toren van de Lodewijkskerk

Het Steenschuur is een gracht en straat in de Nederlandse stad Leiden, gelegen in het verlengde van het Rapenburg.
Na de kruising met de Breestraat/Hogewoerd is het water overkluisd en gaat het verder als het Gangetje richting de Nieuwe Rijn.

## Geschiedenis
Het Steenschuur is in de 13e eeuw samen met het Rapenburg gegraven als eerste vestgracht langs de zuidelijke binnenstad. De gracht werd mogelijk vernoemd naar een stenen schuur die in die omgeving lag, maar het is de vraag of men destijds een schuur van dure stenen zou bouwen. Mogelijk verwijst de naam naar de productie van of opslag van stenen. Gezien de combinatie "het Steen" en het feit dat de gracht naar het Gravensteen vroeger Steengracht heette, is het heel goed mogelijk dat het ging om een schuur die bij het Steen (het Gravensteen) hoorde.
In de tweede helft van de dertiende eeuw waren er aan het Steenschuur bedrijven gevestigd, mogelijk lakenververs. De eerste huizen werden in de eerste helft van de veertiende eeuw gebouwd. Toen na 1389 de stad zich uitbreidde tot aan de huidige Witte Singel kwamen Rapenburg en Steenschuur binnen de stadsmuren te liggen. Het Rapenburg ontwikkelde zich vervolgens als vestigingsplaats voor de bovenlaag van de bevolking. Het Steenschuur volgde, waardoor er verschillende statige panden werden opgericht.

### Buskruitramp
Op 12 januari 1807 werden de wijken aan weerszijden van de gracht volledig verwoest door de ontploffing van een schip gevuld met buskruit, dat lag aangemeerd aan de noordelijke kade van het Steenschuur, ter hoogte van de Langebrug. Deze Leidse buskruitramp heeft een enorme invloed gehad op het stadsbeeld in dit gedeelte van de binnenstad.
Zo was de Saaihal zwaar beschadigd maar bleef de toren staan, waarna het gebouw werd omgebouwd tot de huidige Lodewijkskerk. De ‘Grote Ruïne’ ten zuiden van het Steenschuur werd in eerste instantie gebruikt als exercitieterrein, waarna het vervolgens geleidelijk werd bebouwd en het Van der Werfpark werd aangelegd. Op de ‘Kleine Ruïne’ aan de noordzijde verrees onder andere het natuurkundig laboratorium van de universiteit, later het Kamerlingh Onnes Laboratorium genoemd en nu in gebruik als rechtenfaculteit onder de naam Kamerlingh Onnes Gebouw.

## Trivia
- Heike Kamerlingh Onnes zorgde er op 10 juli 1908 voor dat zijn laboratorium aan het Steenschuur ‘het koudste plekje op aarde’ werd toen hij erin slaagde heliumgas vloeibaar te maken.[3]
- Steenschuur 7 was een tijd eigendom van koning Willem II.

## Bezienswaardigheden
- Kamerlingh Onnes Gebouw, Faculteit der Rechtsgeleerdheid
- Heilige Lodewijkkerk
- Van der Werfpark